# Bakerābād
Bakerābād (persiska: بكر آباد) är en ort i Iran.   Den ligger i provinsen Kurdistan, i den nordvästra delen av landet, 400 km väster om huvudstaden Teheran. Bakerābād ligger 1 958 meter över havet och antalet invånare är 269.
Terrängen runt Bakerābād är kuperad åt sydväst, men åt nordost är den platt. Runt Bakerābād är det ganska tätbefolkat, med 72 invånare per kvadratkilometer. Närmaste större samhälle är Bolbolānābād, 3,8 km norr om Bakerābād. Trakten runt Bakerābād består i huvudsak av gräsmarker.